# 森川保治
森川 保治（もりかわ やすはる、1924年〈大正13年〉3月29日 - 2013年〈平成25年〉2月1日）は、日本の政治家。奈良県大和高田市長（3期）。

## 経歴
奈良県出身。天理外国語専門学校（現天理大学）卒。森川商会を経営し、会長となる。ほか旭光コンクリート工業社長、大和高田商工会議所顧問、奈良新聞政経懇話会会員、社会福祉法人理事長、大和高田市教育委員長、奈良地裁調停委員などを務めた。
1979年大和高田市長選挙に立候補し、当選する。市長を3期務め、1991年に退任する。
1993年大和高田商工会議所会頭に就任。1997年勲三等瑞宝章を受章。